# إلينور ليبمان
إلينور ليبمان (بالإنجليزية: Elinor Lipman)‏ (16 أكتوبر 1950، لوويل في الولايات المتحدة)؛ روائية أمريكية. درست في جامعة سيمونز.